# John Jacob Abel
John Jacob Abel, ameriški biokemik in farmakolog, * 19. maj 1857, Cleveland, Ohio, Združene države Amerike, † 26. maj 1938, Baltimore.
Leta 1893 je ustanovil oddelek za farmakologijo na Medicinski fakulteti Univerze Johnsa Hopkinsa in nato postal prvi redni profesor farmakologije v Ameriki.  V času službovanja na fakulteti je dosegel veliko pomembnih medicinskih izboljšav, zlasti na področju ekstrakcije hormonov. Izoliral je epinefrin v obliko kemičnega derivata (1897) in kristaliziral inzulin (1926). Izumil je tudi primitivno umetno ledvico. Poleg svojega dela v laboratoriju je ustanovil tudi nekaj pomembnih znanstvenih revij, kot sta Journal of Biological Chemistry in Journal of Pharmacology and Experimental Therapeutics. 

## Zgodnje življenje in izobrazba
John Jacob Abel se je rodil leta 1857 Georgeu M. in Mary (Becker) Abel  blizu Clevelanda v Ohiu.  Doktoriral je na Univerzi Michigan, kjer je leta 1883 študiral Henryjem Sewallom. V tem času si je vzel več let dopusta, in sicer je bil med tem časom ravnatelj srednje šole v La Porteju v Indiani.  Tam je poučeval številne predmete, od kemije in fizike do latinščine.  Nato je šel na Univerzo Johna Hopkinsa, kjer je študiral pod vodstvom Henryja Newella Martina, ki je bil profesor biologije in srčni fiziolog,  od tam pa v Evropo, najprej v Leipzig, kjer je študiral medicinske vede, nato pa odpotoval v Strasbourg, kjer je leta 1888 doktoriral na Univerzi v Strasbourgu.
Po končanem doktoratu je Abel večinoma delal v kliničnih študijah in opravljal klinične tečaje, s poudarkom na biokemiji in farmakologiji. Potoval je po Evropi, večinoma Nemčiji in srednji Evropi, kjer je delal raziskave na področju biokemije.  V tem času je imel Abel številne mentorje, ki so ga navdihnili za njegovo delo in ga izpostavili številnim disciplinam, ki so ga sčasoma spodbudile k biokemiji in farmakologiji. Od leta 1884 naprej je Abel sodeloval z zdravniki Ludwigom von Freyem na področju fiziologije in histologije, Rudolfom Boehmom na področju farmakologije, Adolphom Strümpellom na področju patologije in Johannesom Wislicenusom na področju organske in anorganske kemije.  Vse to delo je bilo opravljeno v Leipzigu do leta 1886, dokler se Abel ni preselil v Strasbourg, kjer je spet delal na različnih področjih, in sicer na področju interne medicine je delal z Adolphom Kussmaulom in na področju nalezljivih bolezni in patologije z Friedrich Daniel von Recklinghausenom. Čez čas se je Abel preselil nazaj v Strasbourg, kjer je sodeloval z Oswaldom Schmiedebergom.  Schmeidberg pa je v Abelu vzbudil zanimanje za farmakološke raziskave. Nazadnje je delal v biokemičnem laboratoriju v Bernu, kjer je spoznal Arthurja Robertsona Cushnyja, ki je delal z njim tudi v Michiganu.

## Kariera
Ko se je Abel vrnil iz Evrope, se je vrnil na univerzo v Michiganu in postal predsednik Materia Medica in Therapeutics. Tam je imel pomembno vlogo pri razvoju prvega oddelka za farmakologijo v Severni Ameriki.  Na univerzi v Michiganu je bil le do leta 1893, ko je William Osler z Univerze John Hopkins prosil Abela, naj pride delat na šolo kot profesor farmakologije. 
Na Univerzi Johns Hopkins je bil Abel predstojnik farmakologije in biološke kemije, dokler se oddelki niso razdelili leta 1908, ko je Abel postal predsednik le oddelka za farmakologijo.  Abel je pri Johns Hopkinsu opravil svojo najbolj revolucionarno raziskavo in bil na položaju predsednika oddelka, dokler se leta 1932 ni upokojil v starosti 75 let. 

### Izolacija epinefrina
Že v letih, ko je bival v Evropi je Abel pokazal veliko zanimanje za izolacijo čiste oblike hormonov notranjih žlez. Prvo delo, ki je privedlo do njegovega mednarodnega slovesa farmakologa in biokemika, je bila izolacija epinefrina oziroma adrenalina iz nadledvične žleze. Vendar je lahko izoliral le monobenzoilni derivat epinefrina. Medtem ko je izboljševal svoje postopke razgradnje benzoilnega derivata za pridobivanje soli epinefrina z uporabo saponifikacije, je japonski kemik Jokichi Takamine, ki je obiskal njegov laboratorij, lahko uspešno izoliral nevtralno osnovo epinefrina z dodajanjem amonija visoko koncentriranemu ekstraktu, metodo, ki jo je Abel sam poskusil, vendar zaradi uporabe nizke koncentracije ekstrakta ni uspel. Po uspehu Takamina je Abel sam z veliko odkritostjo pripomnil: "Dolgoletna prizadevanja na tem nekoč skrivnostnem področju nadrenalne, medularne biokemije, ki so jo zaznamovale napake, so se nato pojavila v izolaciji hormona, ki ni obliki proste baze, vendar v obliki njenega monobenzoilnega derivata." 

### Kristalizacija inzulina
Abelove raziskave na insulinu so se začele s povabilom njegovega starega prijatelja Arthurja A. Noyesa s Kalifornijskega tehnološkega inštituta. Noyes je od korporacije Carnegie prejel nepovratna sredstva za raziskave inzulina in je menil, da je bil Abel prava oseba, ki bi to raziskavo vodila. Po nekaj predhodnih poskusih se je Abel odločil, da se bo lotil raziskav in prijatelju odgovoril: "Napadel bo inzulin. Pisanje. JJ Abel."  Abel je naslednjih nekaj let vlagal svoj čas v čiščenje inzulina. Medtem ko je poskušal na različne načine očistiti inzulin, je imel idejo, da bi izmeril vsebnost žvepla v njegovih ekstraktih in ugotovil, da višja kot je vsebnost žvepla, večja je aktivnost. Odkritje ni samo znatno pospešilo napredka pri pridobivanju aktivnih frakcij, temveč je ponudilo tudi prve konkretne informacije o strukturi inzulina – žveplo je sestavni del molekul inzulina. V nadaljevanju raziskav o pridobivanju insulina je Abel novembra 1925 končno lahko bil priča eni najlepših znamenitosti svojega življenja, "bleščečim kristalom inzulina, ki so nastajali na straneh epruvete". Medtem ko je bil Abel na Kalifornijskem tehnološkem inštitutu, je leta 1926 v zborniku Nacionalne akademije znanosti objavil članek z naslovom "Kristalni inzulin".  Čeprav je Abelovo delo dobilo velike pohvale medijev in znanstvene skupnosti, so nekateri dvomili o čistosti njegovih kristalov, saj so predhodni testi pokazali, da so v resnici beljakovine. Rezultati testa so bili v nasprotju s takrat prevladujočim stališčem o beljakovinah - za beljakovine ni bilo verjetno, da bi imeli tako visoko specifično fiziološko aktivnost, ki jo kaže hormon, kot je inzulin.  Leta 1927 je bil za to delo objavljen v reviji Science s prispevkom z naslovom "Kemija v povezavi z biologijo in medicino s posebnim poudarkom na inzulinu in drugih hormonih".  Takrat je bil Abelov laboratorij nedvomno središče raziskav inzulina v ZDA. Veliko mladih znanstvenikov je prišlo v njegov laboratorij in z njim sodelovalo pri preučevanju na novo kristaliziranega hormona. Abel se je po prvih štirih letih postopoma umaknil od dejanskega eksperimentalnega dela na inzulinu, vendar je še naprej vodil znanstvenike v svojem laboratoriju, da so vedno bolj razkrivali strukturo molekule inzulina. 

### Dializni aparat
John Jacob Abel je skupaj z L. G. Rowntreejem in B. B. Turnerjem zasnoval tako imenovani aparat "vividffusion". Ta aparat je bil sestavljen iz vrste cevi, ki so bile obdane s tekočino. Naprava je bila prvič predstavljena na fiziološkem kongresu v Groningenu leta 1914. Z omogočanjem vstopa arterijske krvi na enem koncu povezave in kasnejše vrnitve v cirkulacijo skozi vensko povezavo po dializi so lahko dokazali obstoj prostih aminokislin v krvi. Z izolacijo teh aminokislin iz krvnega obtoka je Abel izvedel različne nadaljnje raziskave o strukturi beljakovin v krvi. Abel ni uporabljal aparata le za raziskovalno delo, temveč je spoznal tudi velik klinični potencial takšnega dializnega aparata za obvladovanje škodljivih učinkov ledvične odpovedi. Vividifuzijski aparat, ki ga je zasnoval Abel, je predhodnik sodobnega dializnega aparata. 

### Ustanovitev znanstvenih revij
Kljub svoji veliki predanosti eksperimentalnemu delu Abelov zgodovinski pomen zagotovo ni omejen le na njegovo raziskovalno delo. Bil je tudi ustanovitelj številnih vplivnih znanstvenih revij. Ker je bilo vedno več raziskav na področju biokemije, je Abel spoznal, kako pomembno je imeti platformo, ki znanstvenikom po vsem svetu omogoča objavo njihovih del in poročanje o njihovih ugotovitvah. Zato je svojega prijatelja dr. CA Herterja, profesorja farmakologije na univerzi Columbia, prosil za pomoč pri ustanovitvi znanstvene revije o biokemiji. Abel in Herter sta skupaj kot skupna urednika ustanovila Journal of Biological Chemistry. Prva številka revije je izšla leta 1905.  Kasneje, leta 1908, je ustanovil še Journal of Pharmacology and Experimental Therapeutics.

### Objave
- Abel JJ, Rowntree LG, Turner BB. Odstranjevanje plazme z vrnitvijo telesnih celic (plazmafereza). Časopis za farmakologijo in eksperimentalno terapevtiko Vol. V. številka 6, julij 1914. Transfuzijska znanost . 11: 166–77. [17]
- Abel JJ, Rowntree LG, Turner BB. O odstranjevanju difuzibilnih snovi iz obtočne krvi z dializo. Transakcije Združenja ameriških zdravnikov, 1913. Transfuzijska znanost . 11: 164–5. [18]
- Abel JJ. Kemija v povezavi z biologijo in medicino s posebnim poudarkom na inzulinu in drugih hormonih. Znanost, 1927. Znanost . 66: 337–346. [16]
- Abel JJ. Arthur Robertson Cushny in farmakologija. Znanost, 1926. Znanost . 63: 507–515. [19]
- Abel JJ. Kristalni insulin. 1926. Zbornik Nacionalne akademije znanosti Združenih držav Amerike. 12 (2): 132–136. [15]
- Abel JJ. Eksperimentalne in kemijske študije krvi s pozivom k razširjenejšemu kemijskemu usposabljanju za biološkega in medicinskega raziskovalca. Znanost. 1915. Znanost. 42: 135–147. [20]
- Abel JJ. Eksperimentalne in kemijske študije krvi s pozivom k razširjenejšemu kemijskemu usposabljanju za biološkega in medicinskega raziskovalca. II. Znanost. 1915. Znanost. 42: 165–178. [21]

## Priznanja

### Diplome
- Doktorat z Univerze v Michiganu, 1883
- Doktor medicine na Univerzi v Strassburgu, 1888

### Nagrade
- Nagrada Research Corporation, 1925
- Predavanje Koberjeve fundacije, 1925
- Zlata medalja Willarda Gibbsa, ki jo je odsek Chicago objavil pri Ameriškem kemijskem društvu, 1927
- Zlata medalja, Društvo apotekarjev, London, 1928
- Connéjeva medalja, New York Chemists 'Club, 1932
- Koberjeva medalja, 1934 [10]

## Zasebno življenje
Abel se je leta 1883 poročil z Mary Hinman. Spoznala sta se, ko je bil on ravnatelj, ona pa šolska učiteljica v kraju La Porte v Indiani.  Imela sta tri otroke, in sicer eno hčer, ki je umrla kot dojenček leta 1888 v Strasbourgu, in dva sinova (George H. Abel in Robert Abel). Mary Abel in John Abel sta umrla leta 1938; Marija januarja in John maja zaradi koronarne tromboze. 